# آیچی دی۱ای
آیچی دی۱ای (به انگلیسی: Aichi_D1A) یک هواگرد از نوع بمب افکن شیرجه رو ساخت شرکت آیچی کوکوکی است. هواگرد آیچی دی۱ای نخستین پروازش را در ۱۹۳۴ میلادی انجام داد. در مجموع، تعداد 590 فروند از این هواگرد ساخته شده‌است.